# Боровик Фехтнера
Борови́к Фе́хтнера (лат. Butyribolétus féchtneri) — вид грибов, относящийся к роду Butyriboletus. До 2010-х годов включался в состав рода боровик (Boletus).

## Описание
Шляпка диаметром 5—15 см, полушаровидная, затем более плоская. Кожица серебристо-белая или бледно-буроватая, блестящая, гладкая или слабо морщинистая, во влажную погоду слизистая. 

Мякоть мясистая, плотная, белая, в ножке красноватая, на воздухе голубеет, без запаха.

Ножка высотой 4—15 см, в толщину 2—6 см, внизу утолщённая, у молодых грибов клубневидная, сплошная. Поверхность с сетчатым рисунком, жёлтого цвета, у основания красно-бурая. 

Трубчатый слой жёлтый, свободный с глубокой выемкой, трубочки длиной 1,5—2,5 см с мелкими округлыми порами.

Остатки покрывала отсутствуют. 

Споровый порошок оливковый, споры 10—15 × 5—6 мкм, веретеновидные, гладкие.

## Экологияи распространение
Растёт в широколиственных лесах, чаще на известковой почве. В России известен на Кавказе, Дальнем Востоке.

Сезон: июнь — сентябрь

## Пищевые качества
Съедобный гриб, употребляется в свежем виде или консервируется.

## Таксономия
Butyriboletus fechtneri (Velen.) D.Arora & J.L.Frank, Mycologia 106 (3): 466 (2014). — Boletus fechtneri Velen., České Houby 4—5: 704 (1922).